# Timoma
Timoma é um tumor incomum originado a partir das células epiteliais do timo. Um terço dos timomas estão associados a doenças autoimunes, sendo encontrado em 20 a 30% dos pacientes com miastenia gravis. Normalmente é benigno, de crescimento lento e está contido por um cápsula, podendo ser extraído cirurgicamente. 

## Epidemiologia
Homens e mulheres são igualmente afetados por timomas. A idade média ao momento do diagnóstico é 52 anos, aparecendo com mais frequência entre 40 e 50 anos e permanecendo sem sintomas por muitos anos, porém cerca de 10 a 20% afetam crianças. Em pacientes mais jovem ocorre maior perda de imunidade após a remoção cirúrgica do timo.

## Tratamento
Nas fases iniciais (I e II) a cirurgia para remover o tumor encapsulado é suficiente e a sobrevivência em 5 anos é de 90%. Se o tumor é invasivo e grande, quimioterapia (com ciclofosfamida, doxorrubicina e cisplatina) e/ou radioterapia pode ser usada primeiro para diminuir o tamanho e facilitar sua extração cirúrgica. 